# Maslovita
La maslovita és un mineral de la classe dels sulfurs, que pertany al grup de la cobaltita. Rep el no de Georgii Dmitrievich Maslov (Георгия Дмитриевича Маслова) (28 d'agost de 1915, Sukharevo, Ufa, Imperi Rus - 6 de setembre de 1968), geòleg rus, un dels descobridors dels jaciments de Talnakh.

## Característiques
La maslovita és un tel·lurur de fórmula química PtBiTe. Cristal·litza en el sistema isomètric. La seva duresa a l'escala de Mohs es troba entre 4,5 i 5.
Segons la classificació de Nickel-Strunz, la maslovita pertany a «02.EA: Sulfurs metàl·lics, M:S = 1:2, amb Fe, Co, Ni, PGE, etc.» juntament amb els següents minerals: aurostibita, bambollaïta, cattierita, erlichmanita, fukuchilita, geversita, hauerita, insizwaïta, krutaïta, laurita, penroseïta, pirita, sperrylita, trogtalita, vaesita, villamaninita, dzharkenita, gaotaiïta, al·loclasita, costibita, ferroselita, frohbergita, glaucodot, kullerudita, marcassita, mattagamita, paracostibita, pararammelsbergita, oenita, anduoïta, clinosafflorita, löllingita, nisbita, omeiïta, paxita, rammelsbergita, safflorita, seinäjokita, arsenopirita, gudmundita, osarsita, ruarsita, cobaltita, gersdorffita, hol·lingworthita, irarsita, jol·liffeïta, krutovita, michenerita, padmaïta, platarsita, testibiopal·ladita, tolovkita, ullmannita, wil·lyamita, changchengita, mayingita, hollingsworthita, kalungaïta, milotaïta, urvantsevita i reniïta.

## Formació i jaciments
Va ser descoberta a la mina Oktyabrsky, dins el dipòsit de coure i níquel de Talnakh, a la localitat de Norilsk (Krai de Krasnoiarsk, Rússia). També ha estat descrita en altres indrets de Rússia, la República Popular de la Xina, el Brasil, el Canadà, Finlàndia, Zimbabwe i Sud-àfrica.